# Brookesia confidens
Espèce
Statut de conservation UICN

 NT  : Quasi menacé
Brookesia confidens est une espèce de sauriens de la famille des Chamaeleonidae.

## Répartition
Cette espèce est endémique de la région de Diana à Madagascar. Elle a été découverte dans la réserve spéciale d'Ankarana.

## Description

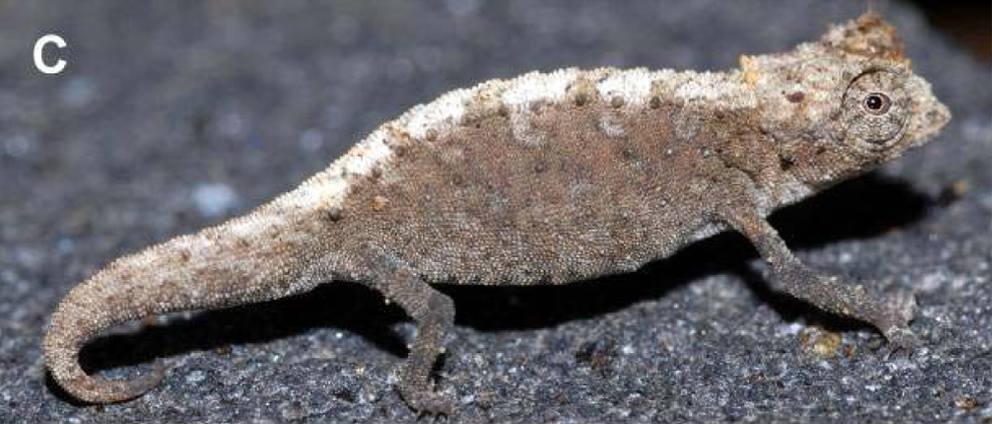
Brookesia confidens mâle

Les mâles mesurent de 29,2 à 34,2 mm en longueur totale et de 18,3 à 20,1 mm SVL et les femelles de 32,5 à 36,2 mm en longueur totale et de 20,6 à 22,6 mm SVL.

## Publication originale
- Glaw, Köhler, Townsend & Vences, 2012 : Rivaling the World’s Smallest Reptiles: Discovery of Miniaturized and Microendemic New Species of Leaf Chameleons (Brookesia) from Northern Madagascar. PLoS ONE, vol. 7, n. 2, p. e31314 (texte intégral).